# جامعة ريس بابليكا
جامعة ريس بابليكا هي جامعة تأسست في جاكرتا عام 1960م. برعاية الوكالة الاستشارية للمواطنة الإندونيسية، وهي منظمة تشكلت بشكل رئيسي من المواطنين الإندونيسيين من أصل صيني بما في ذلك أعضاء الحزب الشيوعي الإندونيسي. تأسست الجامعة استجابة للحصص العرقية على الالتحاق بالجامعة التي تم تنفيذها في الخمسينات. بعد محاولة انقلاب في إندونيسيا هاجم مناهضون للشيوعيين حرم جامعة ريس بابليكا في عام 1965. تحصن الطلاب في كلية البناء التكنولوجي، والتي أحرقها المهاجمون مع بقية الحرم الجامعي. تم إنشاء مؤسسة تعليم عالي خاصة جديدة بالإضافة لجامعة تريساكتي في الموقع، ومنع العديد من الطلاب السابقين الدخول بسبب العلاقات الشيوعية المزعومة.